# Antonio Di Jorio
Antonio Di Jorio (Atessa, 28 giugno 1890 – Rimini, 12 dicembre 1981) è stato un compositore e direttore di banda italiano.
Noto soprattutto come autore di canzoni popolari abruzzesi, ha scritto anche molta musica sinfonica, cameristica, operistica e sacra.

## Biografia

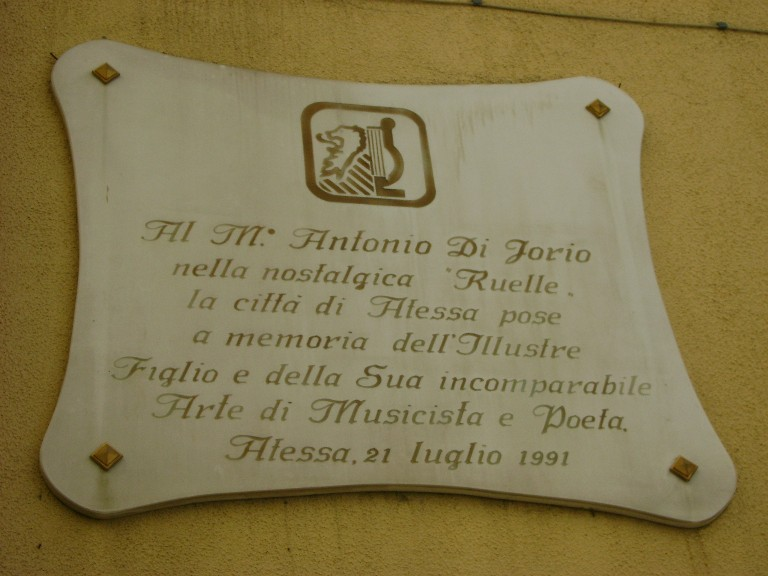
Lapide commemorativa in Atessa, sul vicolo di corso Vittorio Emanuele dove nacque Di Jorio

Pietro Antonio Di Jorio, detto familiarmente anche Angeluccio, nasce nel 1890 da una famiglia decimata dalla mortalità infantile: sopravviveranno, di sette fratelli, solo lui e il primogenito Pasquale, di tredici anni più anziano.
Pasquale gioca un ruolo molto importante nella formazione musicale di Antonio. Con la banda di cui è direttore conduce il fratello, cornista, in un tour nell'Europa dell'est (1902), e di lì a poco persuade il padre, Girolamo, a tentare di iscrivere il ragazzo al conservatorio di Napoli. Grazie all'aiuto del maestro Camillo De Nardis, che esamina i suoi primi lavori, Antonio viene ammesso a studiare armonia e composizione.
Diplomatosi il 15 novembre 1909, Di Jorio intraprende la sua carriera nella Napoli del primo Novecento, mantenendosi con la sua arte: come direttore di spettacoli di rivista e come pianista, non di rado prestandosi ad accompagnare le prime pellicole cinematografiche mute. Ma intanto scrive canzoni napoletane e inizia a riscuotere i primi successi, facendosi conoscere e apprezzare da grandi nomi della cultura, come Di Giacomo, E. A. Mario, Scarfoglio e Serao.
Su questa scia, dal 1911, si decide a un nuovo passo avanti, cimentandosi con il genere dell'operetta. Vedono così la luce La pecorella smarrita, La traversata dell'Atlantico e altri sedici lavori di qui al 1948.
Dopo la prima guerra mondiale, nel 1919, il maestro rientra al paese natale, Atessa, dove un anno dopo sposa la fidanzata Caterina Rafanelli, da cui avrà la figlia Pasquina. Torna così, stavolta da direttore, alla banda musicale cittadina. Si apre a questo punto il periodo dominato dalla canzone abruzzese. Forte dell'esperienza bandistica, conosciuti i poeti Cesare De Titta e Luigi Illuminati, Di Jorio avvia una commistione tra forme strumentali e canore, trasponendo le proprie canzoni in marce o facendole accompagnare dalla banda. Non abbandonerà mai questo genere, e comporrà, nell'arco di tutta la vita, ben 112 canzoni abruzzesi che tuttora popolano i repertori dei cori regionali, imponendosi come autore di melodie popolari e introducendo in esse anche un nuovo gusto, più sobrio, delle realizzazioni armoniche.
Per molti anni Di Jorio dirige la banda di Atri, e in seguito quella di Ripatransone, nelle Marche, dove sarà impegnato anche nell'insegnamento, e presso il teatro "Luigi Mercantini". Finché, nel 1932, vince il concorso per una cattedra di musica e canto alle magistrali, risultando secondo a livello nazionale.
Nominato professore a Forlimpopoli e ancora attivo come direttore bandistico a Rimini, Di Jorio inaugura qui un'altra fase importante della propria carriera musicale sperimentando il genere sinfonico (con Abruzzo, Prima rapsodia abruzzese, Sogno di bimbi, Terra d'Aligi e altri lavori), quello lirico (con le opere A la fonte, L'inghippo, La Magalda e La vergine di Cesarea) e quello sacro (con le messe Assumpta est Maria, Est vita ventura, Haec dies e Jesus Redemptor), senza dimenticare la musica da camera.
Ma l'estro di Di Jorio continua a esprimersi contemporaneamente in vari ambiti, come è testimoniato dalle collaborazioni con la coreografa Liliana Merlo, con la quale realizza il balletto Egloga abruzzese, fantasia coreografica su trama di Giuseppe Garofalo rappresentata al Cineteatro Pomponi di Pescara nel 1960 con repliche al Teatro romano di Juvanum nel 1962 e nel 1964 al Teatro Comunale di Atri, e da quella con il regista Guido Salvini per la messa in scena di La Figlia di Iorio di Gabriele D'Annunzio, presso il Teatro-monumento di Pescara, nell'agosto del 1963, interpretata da Salvo Randone, Laura Carli, Giulio Bosetti, Claudia Giannotti, Elena Zareschi e Giuliana Lojodice.
L'orizzonte espressivo prediletto rimarrà sino in ultimo quello dei generi popolari, inclusa la canzone italiana (ne comporrà 120, fra cui anche alcune per bambini, come La barchetta di carta, finalista allo Zecchino d'Oro 1961, che non va confusa con l'omonima canzone dello Zecchino d'Oro 1993).
Muore a Rimini nel 1981.

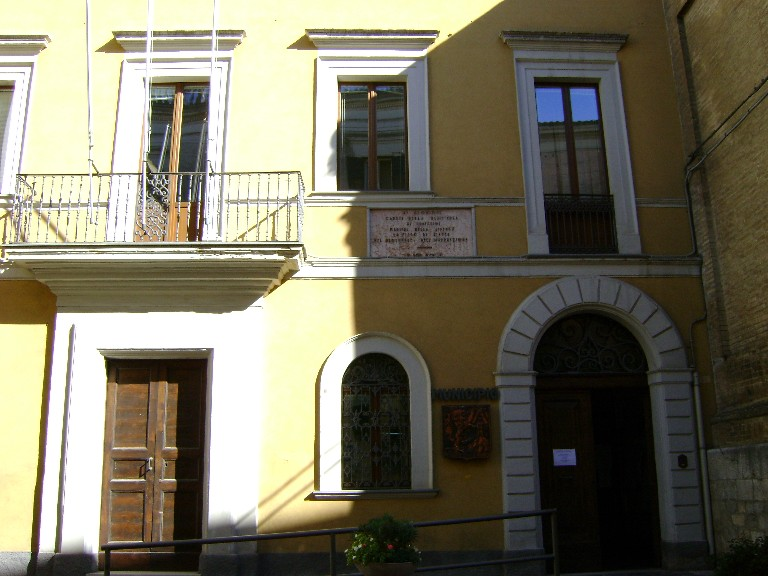
Municipio di Atessa con il teatro comunale intitolato a Di Jorio

I manoscritti del maestro, donati al comune di Atri, hanno formato l'Archivio Di Jorio, istituito nel 1996. Il comune natio di Atessa gli ha intitolato il teatro comunale presso il Municipio. 
Il 12 dicembre 2001 il Comune di Atri e l'Archivio Di Jorio celebrano il ventennale della scomparsa del musicista con una serata in suo onore che si svolge al Teatro Comunale di Atri. Oltre ad un intervento del direttore dell'archivio Concezio Leonzi su L'opera e la vita di Antonio Di Jorio, Liliana Merlo rappresenta con gli allievi della sua scuola una delle sue ultime creazioni coreografiche, il Trittico abruzzese, su musiche del repertorio cameristico di Di Jorio.

## Opere

### Cameristiche
- Concertino per corno
- Lento appassionato per violoncello
- Quartetto per archi
- Sestetto per due flauti, clarinetto, tromba, violoncello e pianoforte
- Sonata in fa minore
- Sonatina per viola

### Sinfoniche
- Abruzzo
- Il diavolo in campagna
- Prima rapsodia abruzzese
- Rapsodia ortonese
- Sogno di bimbi
- Terra d'Aligi

### Sacre
- Assumpta est Maria
- Est vita ventura
- Haec dies
- Jesus Redemptor
- Santa Caterina - Marcia religiosa

### Liriche
- A la fonte
- L'inghippo
- La Magalda
- La vergine di Cesarea

### Balletti
- Egloga abruzzese (1962) - Azione coreografica in 1 atto (la musica è la stessa del lavoro sinfonico Prima rapsodia abruzzese)

### Operette
- La pecorella smarrita (1911)
- La traversata dell'Atlantico
- Da Livorno a Portoferraio (1917)
- Le tre stelle (1917)
- Costa azzurra (1919)
- Il centro di Firenze (1927)
- Oh, oh, Zozò (1932)
- La bottega fantastica (1933)
- L'isola delle donne (1935)
- varie operette per bambini

### Canzoni abruzzesi
- A la fonte (versi di Luigi Illuminati)
- Amore mé (versi di Cesare De Titta)
- Lu pazziarelle sfasciate (versi di Guido Giuliante)
- Serenata a mare (versi di Guido Giuliante)
- Addie, addie muntagne (versi di Ottaviano Giannangeli)
- Amore che se ne và (versi di L. Illuminati)
- Caruline (versi di C. De Titta)
- Chi và... Chi vé... (versi di Evandro Marcolongo)
- Ciele e mmare (versi di L. Illuminati)
- Gli uocchie de la regginelle (versi di Nicolò D'Eramo)
- La canzone de l'amore (versi di C. De Titta)
- La ciardiniera (versi di C. De Titta)
- Core ferite (versi di Luigi Illuminati)
- Dindò (versi di C. De Titta)
- Famme murì (versi di C. De Titta)
- Luntane cchiù luntane (versi di L. Illuminati)
- Mare nostre (versi di L. Illuminati)
- Nen ci abbadà (versi di C. De Titta)
- Oilì oilà! (versi di C. De Titta)
- Paese mé (versi di Antonio di Jorio)
- Lu parrozze (versi di C. De Titta)
- Lu piante de li staggiune (versi di L. Illuminati)
- Quande mamme mi dicè (versi di E. Marcolongo)
- La ruella (versi di A. Di Jorio)
- Scioscia mé (versi di C. De Titta)
- Serenata spassose (versi di E. Marcolongo)
- Teresine (Versi di C. De Titta)
- Vuccuccia d'ore (versi di C. De Titta)

### Canzoni napoletane
- Ah, che te voglio fa'!
- Ah, core, core!
- Fuoco 'e vint'anne
- Nun ne sai cchiù
- Primmo ammore

Incisioni
"Le Periodiche - Il Salotto musicale nella Napoli del Primo Novecento" 
Annalisa D'Agosto (Soprano)- Vincenzo Zoppi (Pianoforte) Archivio Di Jorio
Le Periodiche - Il salotto musicale nella Napoli del primo Novecento Le Periodiche - Il salotto musicale nella Napoli del primo Novecento

### Canzoni italiane
- La barchetta di carta
- La casetta a righe blu
- Come la neve
- Farfalla
- Giovinezza
- Una gondola a Dakar
- Il passerotto
- Non dischiudere il veron
- Paquita
- Per te
- Prima passione
- Stornelli modernissimi
- Stratosfera

Un Gran Galà dijoriano fu dedicato al musicista dalla Settembrata abruzzese,all'interno della XLI edizione della manifestazione. Un grande evento che si tenne al Teatro Massimio di Pescara organizzato dall'allora Presidente della settembrata Antonio De Laurentis e curata dall'attrice e studiosa Franca Minnucci